# (153814) 2001 WN5
(153814) 2001 WN5 est un astéroïde Apollon et aréocroiseur, classé comme potentiellement dangereux. Il fut découvert par LONEOS à la Station Anderson Mesa le 20 novembre 2001.
Il passera à 250 000 km (0,65 distance lunaire) de la Terre le 26 juin 2028. Lors de ce passage rapproché, l'astéroïde culminera à une magnitude apparente d'environ 6,7, et sera visible avec des jumelles.